# Ivan Vuk
Ivan Vuk, slovenski pisatelj, publicist in kulturnopolitični delavec, * 27. december 1882, Ženik, † 12. november 1939, Ljubljana.

## Življenje in delo
Najprej je pisal mohorjanske povesti. Po 1. svetovni vojni je začel pisati pripovedno prozo z elementi socializma.

### Proza
- Kar Bog stori, vse prav stori, kmečka povest (1910)
- Zorislava, zgodovinska povest (1913)
- Junaki svobode, povesti in črtice o balkanski vojni (1913)
- Pravljice iztoka (1923)
- Zlato tele in druge zgodbe (1934)